# Вади Халфа
Вади Халфа (арап. وادي حلفا‎‎) — град у северном делу Судана, на десној обали реке Нил, у близини језера Насер, 10 километара изнад другог прага реке Нил, у близини границе са Египтом.
Стари град, која је имао исто име и био је поплављен водом из резервоара, након чега је формирано језеро Насер. Садашњи град накнадно изграђен на удаљености од 2 км од тог језера. Вади Халфа има насељеност од приближно 15.000 становника. Градом доминирају мањи индивидуални објекти за становање.
Вади Халфа је чвориште путничког и теретног саобраћаја у земљи. Град има и железничку станицу, која је пругом повезана са главним градом Картумом. Трајектни превоз Вади Халфу повезује преко језера Насер са египатским градом Асуан. У граду се налази и аеродром са уређеном пистом, али тренутно није у функцији.

## Галерија
- Изглед старог града Вади Халфа из 1936. године
- Свакодневни живот у граду